# Чинацу Кира
Чинацу Кира (јап. 吉良 知夏; 5. јул 1991) јапанска је фудбалерка.

## Репрезентација
За репрезентацију Јапана дебитовала је 2014. године. За тај тим одиграла је 12 утакмица и постигла је 5 голова.

## Статистика
| Јапан  | Јапан | Јапан |
| Год.   | Ута.  | Гол.  |
| ------ | ----- | ----- |
| 2014   | 12    | 5     |
| Укупно | 12    | 5     |